# Міська бібліотека Тампере
Міська бібліотека Тампере (фін. Tampereen kaupungin pääkirjasto) — головна бібліотека міста Тампере, приміщення якої створив фінський архітектор Рейма Пієтіля (1823—1993).

## Передісторія

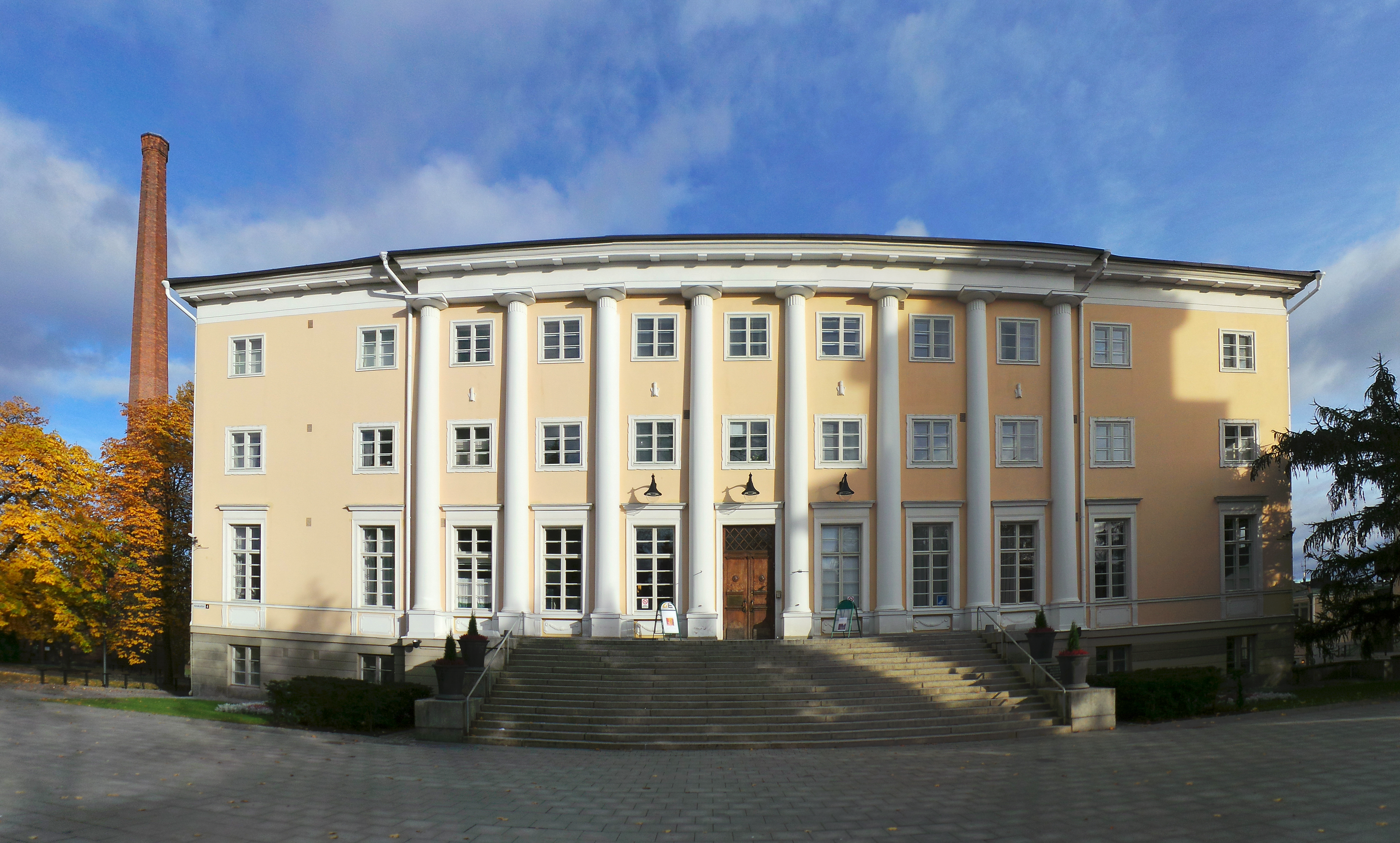
Первісна міська бібліотека міста Тампере, головний фасад.

Головна бібліотека міста стала затісною для дедалі зростаючої кількості відвідувачів. Тож керівництво міста дійшло висновку, що треба створити нове приміщення для неї. Був оголошений архітектурний конкурс. Умовою журі було створити індивідуальний проєкт споруди, котрий би став окрасою міста.
На розгляд журі було віддано близько ста двадцяти (120) проєктів. Журі майже одноголосно проголосувало за проєкт архітектора Рейма Пієтіля. В останній період він мало будував, тому в проєкт бібліотеки для Тампере вклав надзвичайні зусилля. Як він казав пізніше, на створення проєкту його надихали розвороти морської мушлі та крила і чорне пір'я місцевого птаха (Глушець). Для численних дахів бібліотеки архітектор запропонував залізо з чорною фарбою.

## Споруда бібліотеки

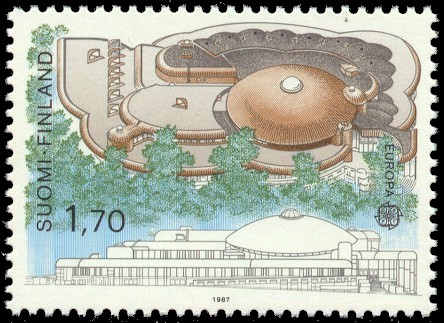
Міська бібліотека Метсо (Тампере), поштова марка 1987 р.

Будівельні роботи тривали в період 1983—1986 рр. Споруда бібліотеки була відкрита для читачів з 10 жовтня 1986 року.
Бібліотека розташована на першому поверсі і має власне кафе. Нижній поверх бібліотеки займають Мінеральний музей Тампере та Музей Мумі-тролів. Їх виготовленням займалась сестра архітектора Тууліккі Пієтіля, жінка-художниця і графік. Тобто бібліотека стала одним з культурних і музейних центрів міста.

## Обрані фото інтерьєрів(галерея)

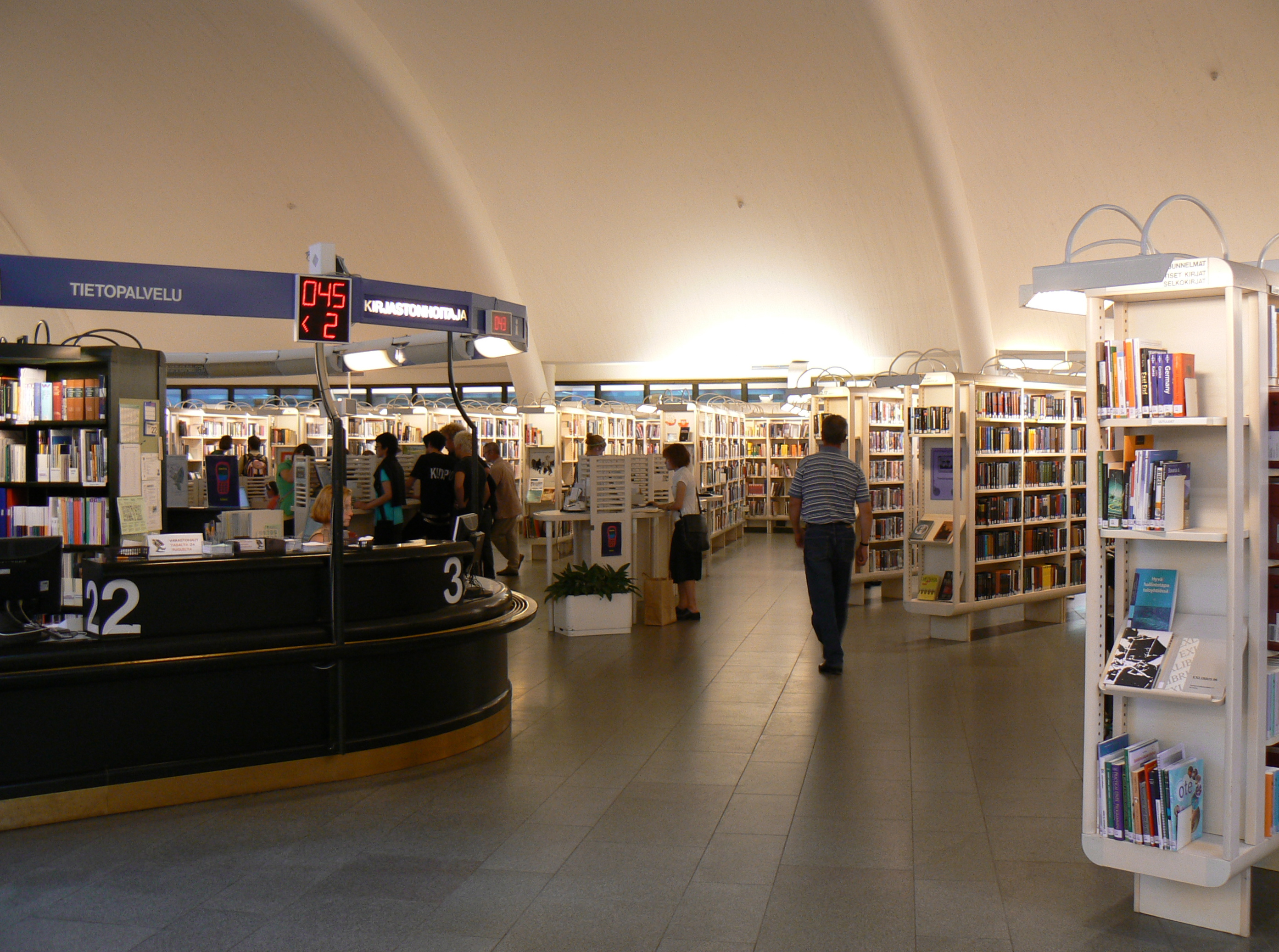
Головна бібліотека Метсо в Тампере, головна зала
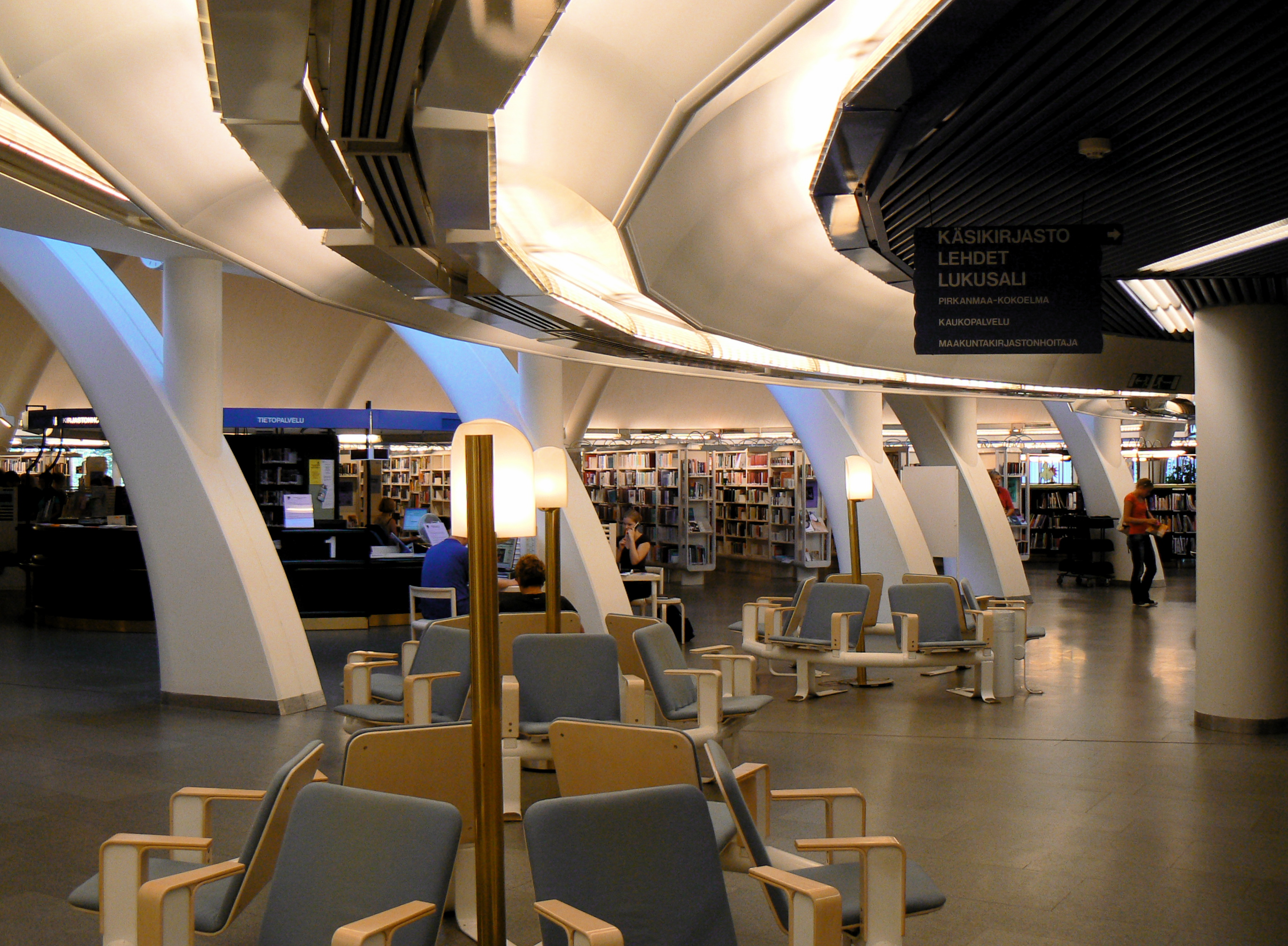
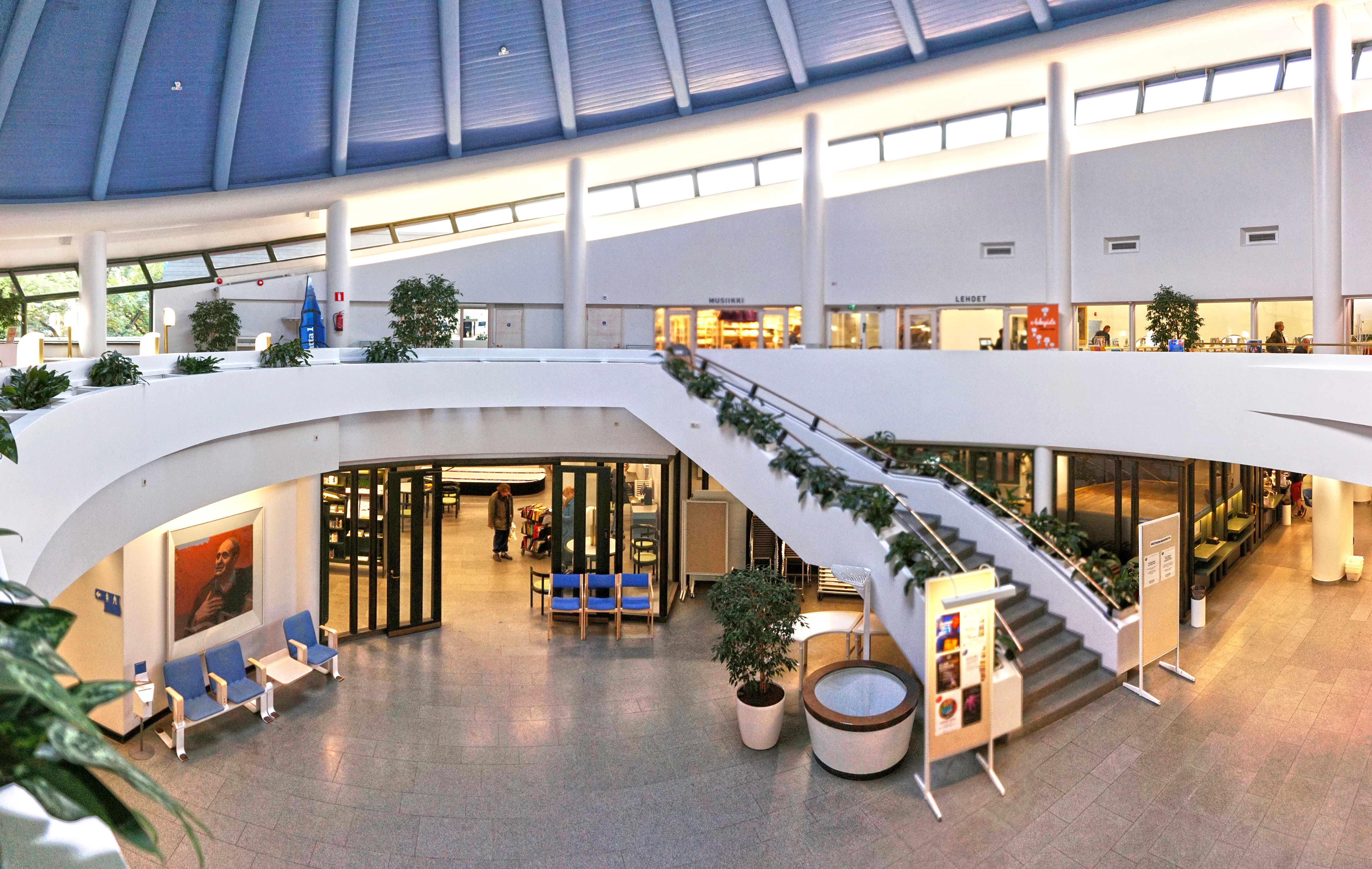
Головна бібліотека Метсо в Тампере, вестибюль
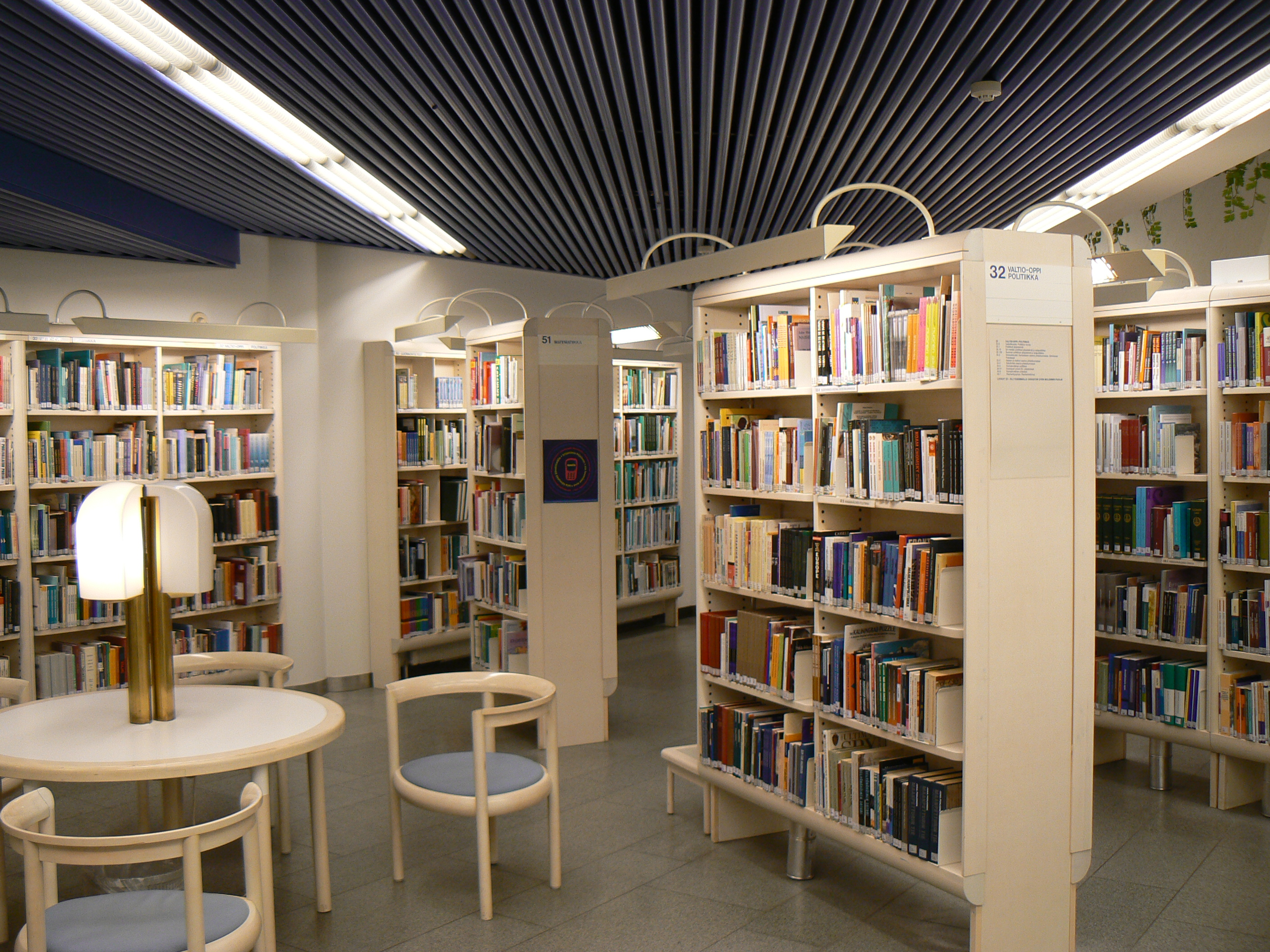
Головна бібліотека Метсо в Тампере, фонди

## Обрані фото фасадів (галерея)

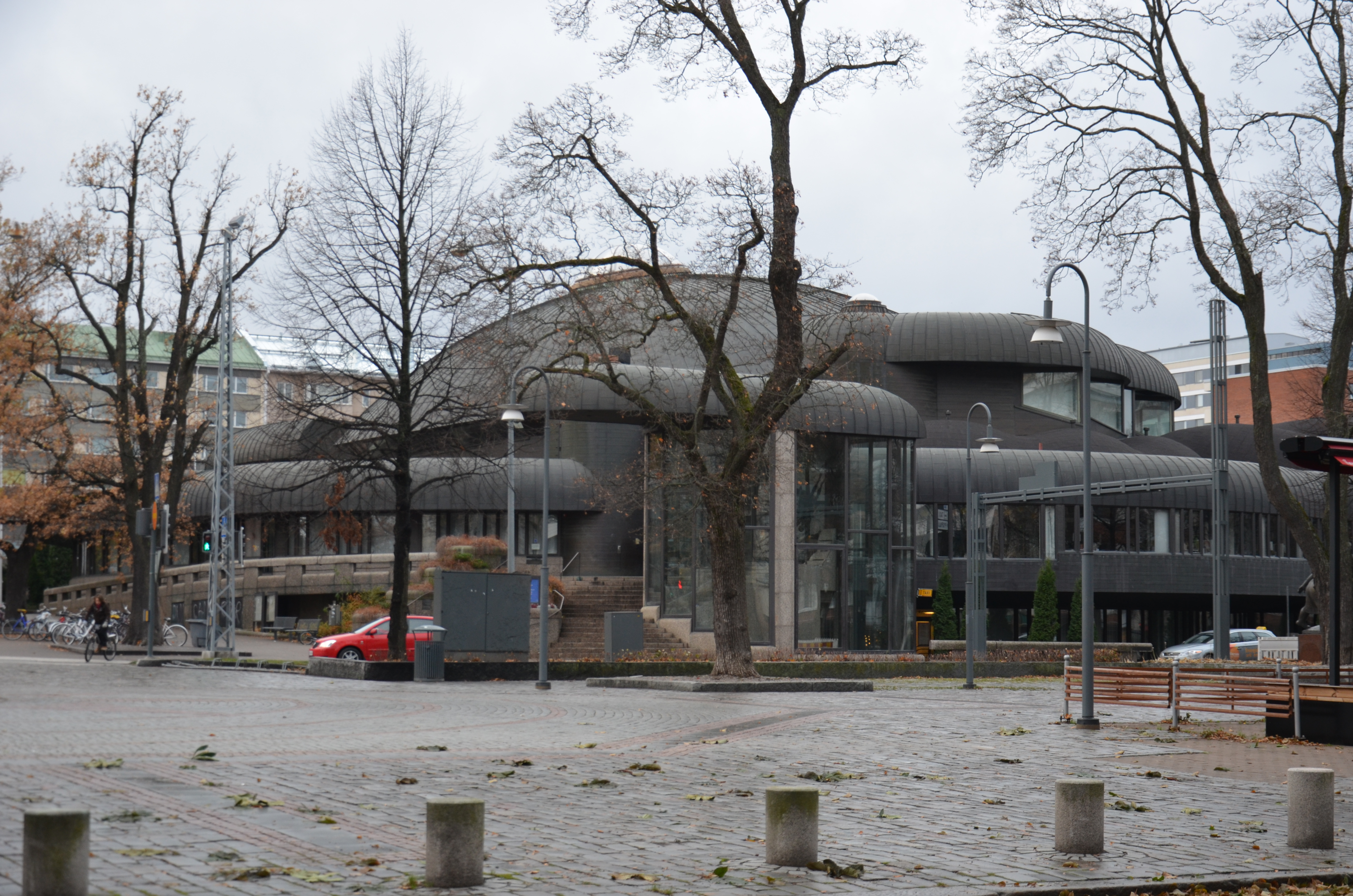
Головна бібліотека Метсо в Тампере

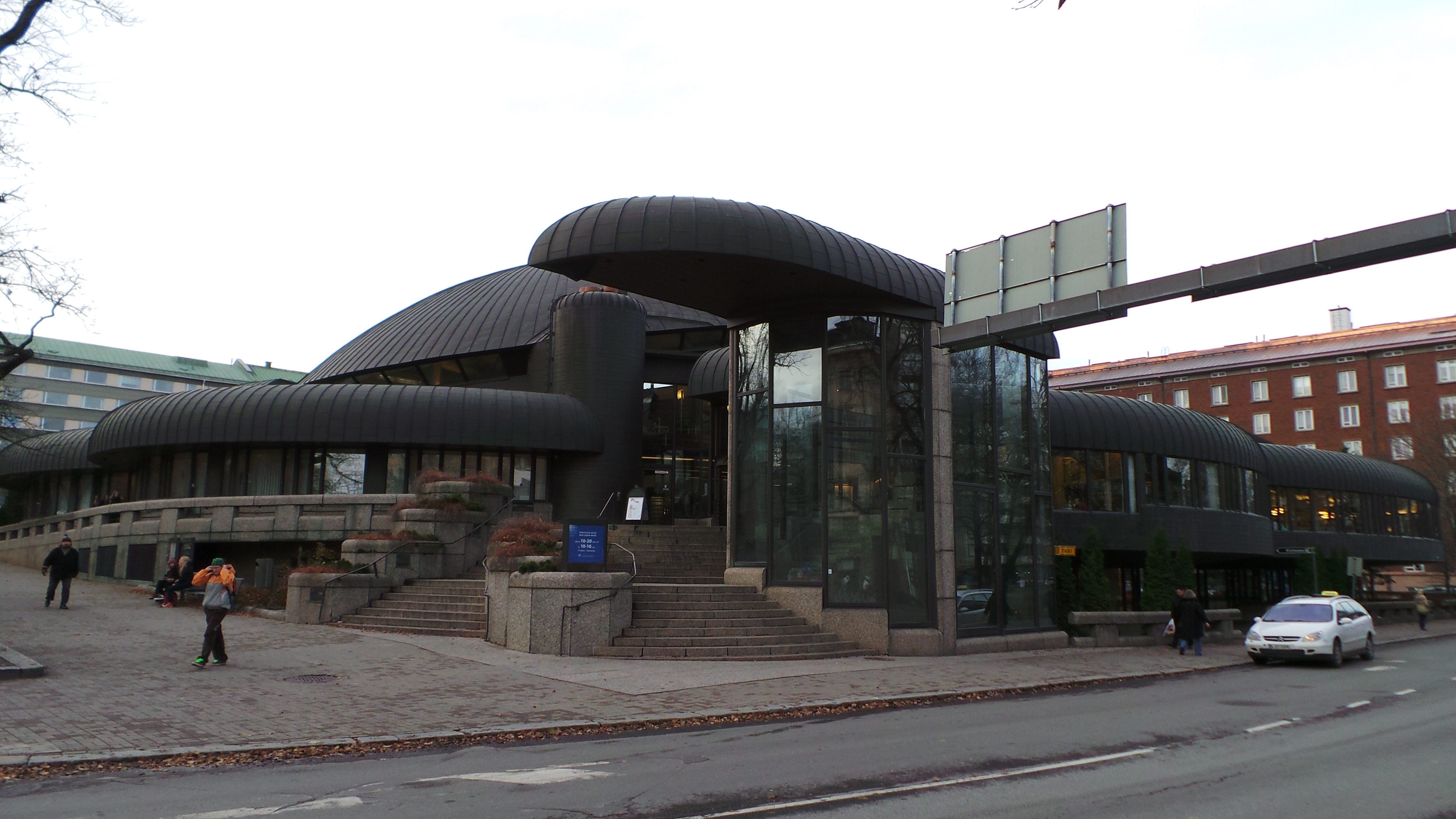
Головна бібліотека Метсо в Тампере в міській забудові
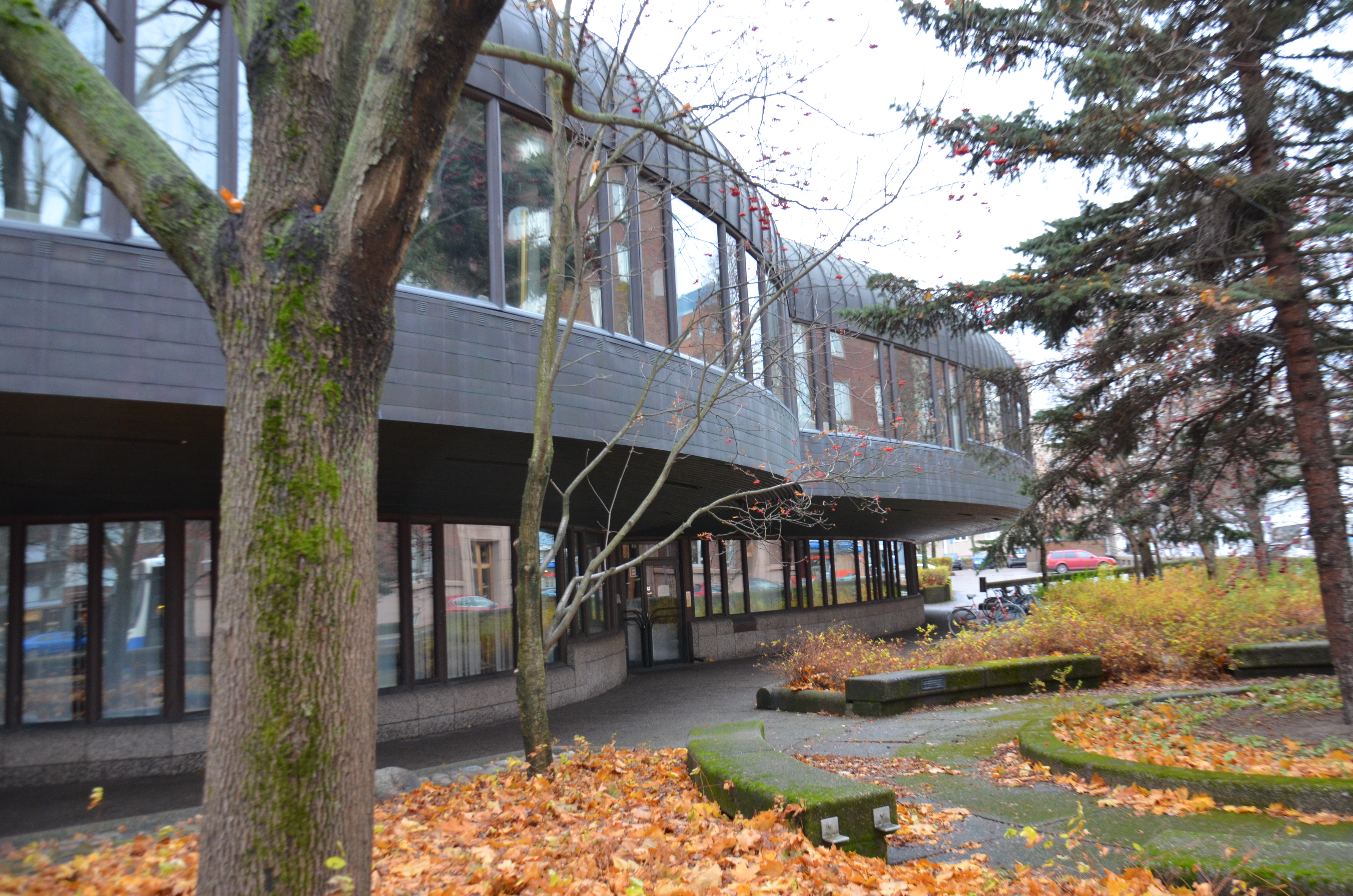
Головна бібліотека Метсо в Тампере, фасад на садок, фото жовтень 2014 р.
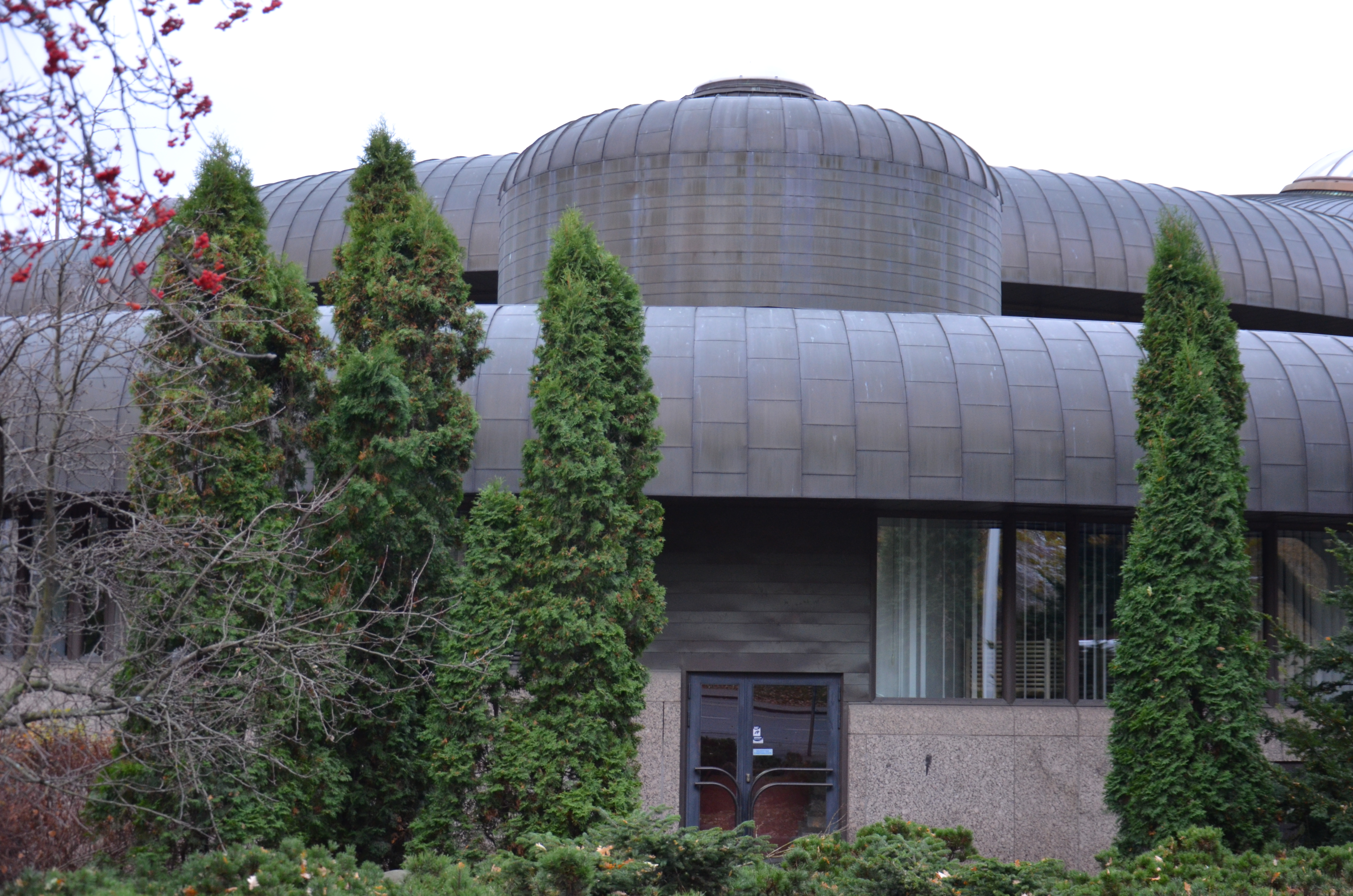
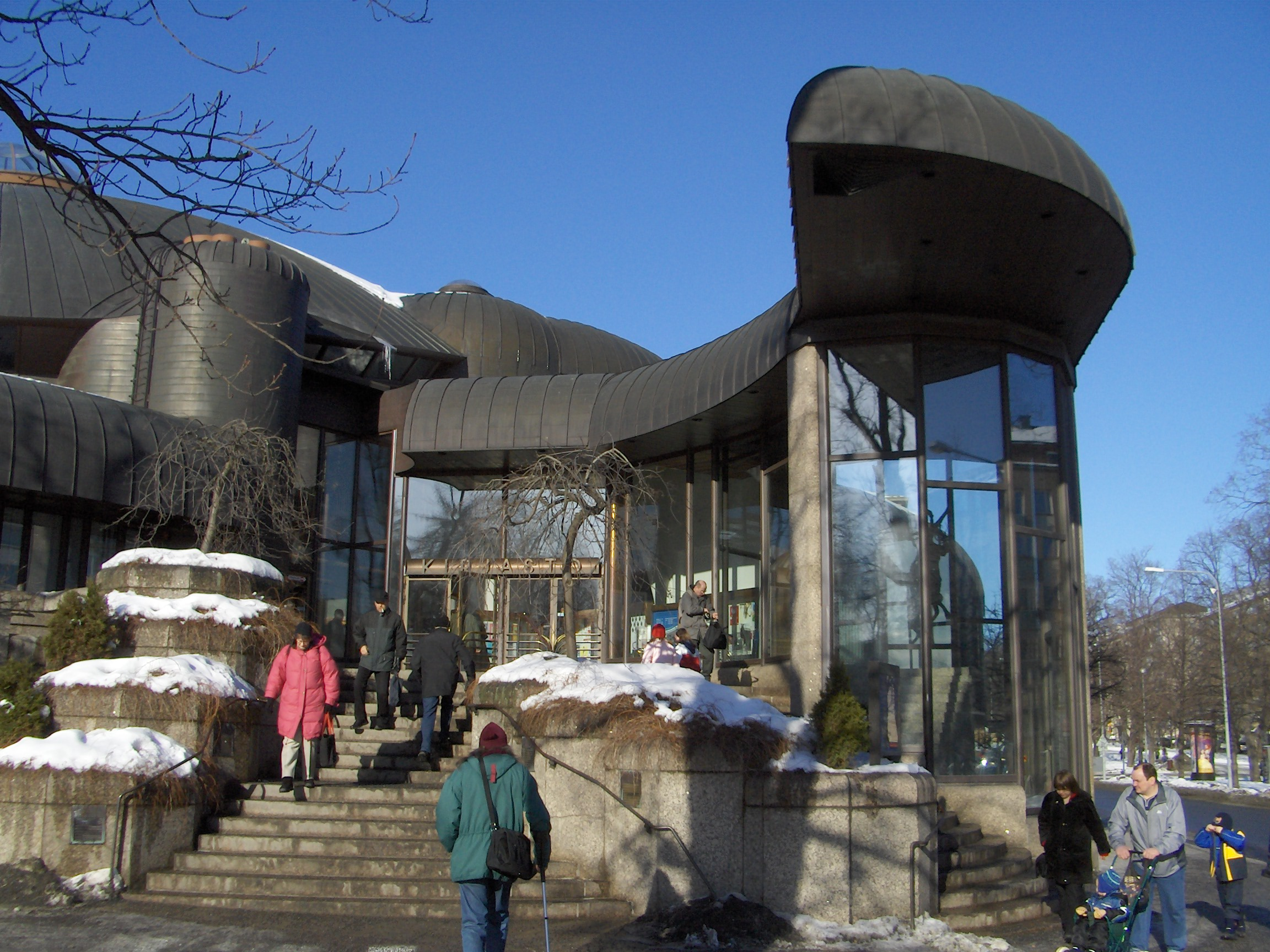
Головна бібліотека Метсо в Тампере, вхід